# Dan Wheldon
Daniel Clive "Dan" Wheldon (22 tháng 6 năm 1978 – 16 tháng 10 năm 2011) là một vận động viên đua xe người Anh. Anh từng tham gia các giải đấu quy mô nhỏ ở ô-tô Formula 1 rồi sau đó là vài giải đua xe bánh mở trước khi giành được thành công ở giải IndyCar của Mỹ.

## Sinh trưởng và trưởng thành
Wheldon sinh ra ở Emberton, gần Olney, Buckinghamshire, Anh. Dan đã tham gia karting lúc lên 4 tuổi với sự tài trợ từ cha mình, cậu đã tiến bộ thông qua các cuộc đua xe cấp bậc cơ sở trong năm học của mình. Cậu theo học trường Bedford cho đến khi đã hoàn tất GCSE ở tuổi 16, anh thường xuyên dành thời gian cho cuộc đua.
Trong suốt sự nghiệp đầu tiên của mình, trong các cuộc đua bánh xe mở, anh đã có một sự cạnh tranh với Jenson Button trước khi cuối cùng rời khỏi Vương quốc Anh để đua ở Mỹ. Lý do đằng sau của việc ra đi của Dan là mức độ đầu tư cần thiết để tài trợ cho sự nghiệp đua xe của mình ở Anh đã không thể được cung cấp bởi gia đình. Chuyển đến Hoa Kỳ vào năm 1999, anh đã dành nhiều năm ở các cuộc đua xe bánh mở như F2000 Championship Series, Toyota Atlantic series và Indy Lights series.

## Thành công

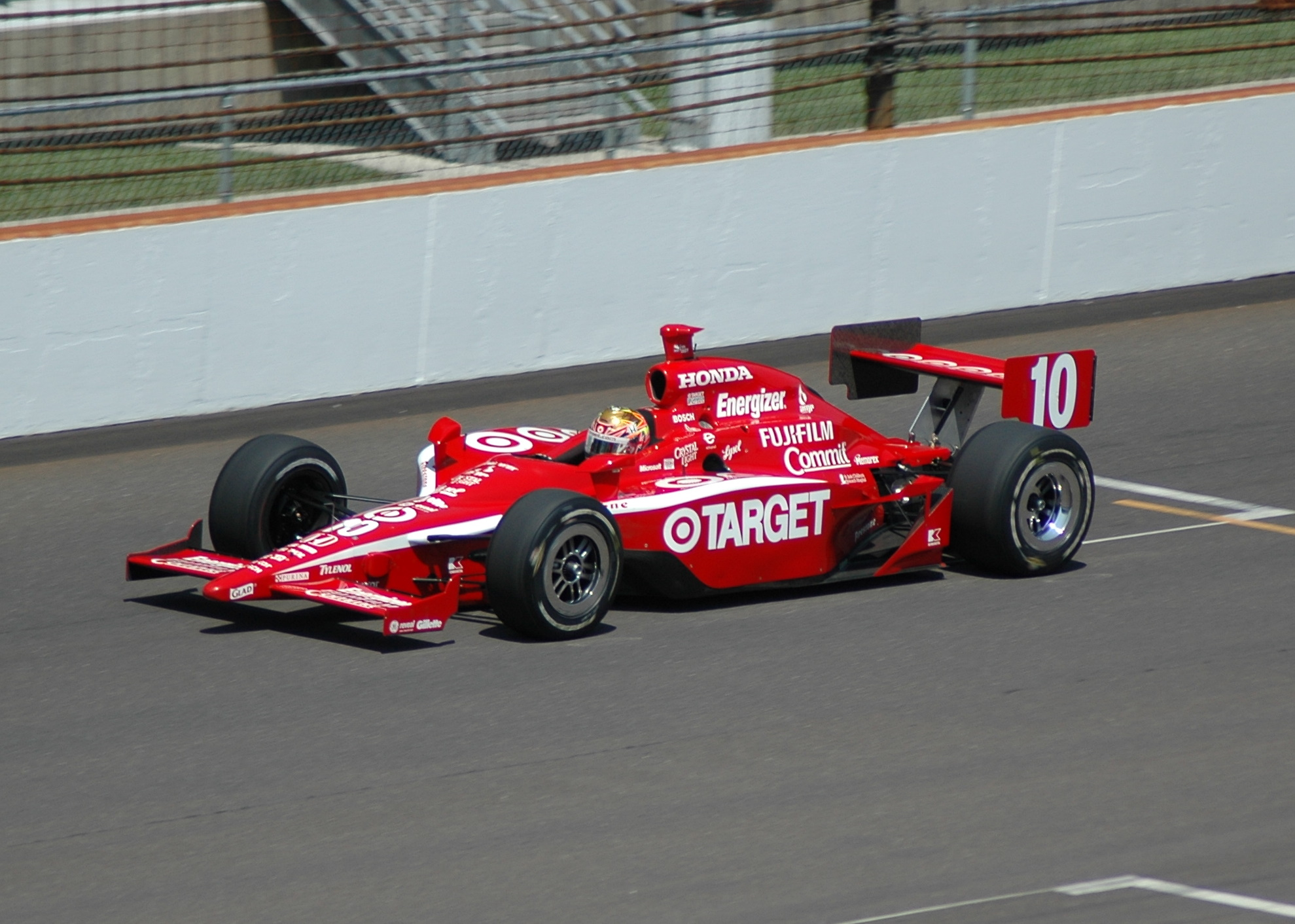
Luyện tập cho 2007 Indianapolis 500

Dan Wheldon bắt đầu thi đấu ở IndyCar từ năm 2002. Anh vô địch thể loại serie năm 2005. Anh cũng lập kì tích 2 lần về nhất ở Indy 500 Indianapolis (2005 và 2011).
Dan Wheldon là một tay đua tài năng và tính tình khá ôn hòa, tuy nhiên đôi khi anh vẫn có những hiềm khích đối với những tay đua khác, điển hình là với "nữ hoàng tốc độ" Danica Patrick .

## Đời sống cá nhân
Wheldon cưới Susie Behm vào năm 2008. Họ có hai người con trai: Sebastian (sinh năm 2009) và Oliver (sinh tháng 3 năm 2011). Gia đình Wheldon sống ở Florida, Mỹ.

## Qua đời
Wheldon qua đời trong một tai nạn đua xe kinh hoàng tại chặng đua cuối cùng của năm 2011 ở Las Vegas Motor Speedway, vào 4 giờ rạng sáng ngày 17 tháng 10 theo giờ Hà Nội.
Sau khi không thể có được chức vô địch mùa giải, Dan quyết định xuất phát ở vị trí cuối cùng, để hi vọng giành được giải thưởng trị giá 5 triệu USD từ IndyCar cho tay đua vô địch dù xuất phát ở vị trí chót. Wheldon đã leo lên 10 bậc trong 12 vòng cho đến trước khi xảy ra tai nạn. Có tất cả 34 xe tham dự chặng đua.
Tai nạn xảy ra ở góc cua thứ hai của vòng 12, nơi các tay đua đang chạy với vận tốc trên 300 km/h. Chiếc Dallara-Honda của Wheldon đã bắn lên cao rồi phát nổ khi va đập mạnh vào hàng rào. Wheldon đã nhanh chóng được đưa đến bệnh viện bằng máy bay và 20 bác sĩ chung tay chiến đấu, nhưng sinh mạng cho ngôi sao 33 tuổi không thể được bảo toàn. Anh chết khoảng hai tiếng sau khi gặp tai nạn.
Đây là tai nạn chết người đầu tiên trên đường đua trong 40 năm lịch sử của IndyCar. Trước đó từng xảy ra vụ Paul Dana tử nạn trong buổi chạy thử cho chặng mở màn Toyota Indy 300 ở đường đua Homestead Miami Speedway năm 2006.
Sau khi tai nạn xảy ra, chặng đua đã bị hủy bỏ. Ban tổ chức cho các tay đua còn lại chạy năm vòng để tưởng niệm Wheldon. Duy nhất số xe 77 của tay đua xấu số xuất hiện trên bảng điểm .

## Tưởng niệm
Lewis Hamilton, nhà vô địch của F1 năm 2008, đã bày tỏ sự tiếc thương đối với người đồng hương và là bậc tiền bối mà anh luôn muốn noi theo. "Thật là một mất quá lớn khi anh ấy phải ra đi ở độ tuổi còn trẻ như vậy. Dan là người tôi luôn theo dõi suốt cả sự nghiệp, chúng tôi càng đạt được thành công với môn thể thao này ở Anh thì tôi lại càng muốn theo dõi anh ấy hơn. Với tôi, đó là một tay đưa thực sự tài năng. Là một người Anh, không chỉ đến thi đấu ở Mỹ, anh ấy còn hai lần vô địch Indy 500. Đó là một tay đua có thể đem đến cho người khác nguồn cảm hứng dạt dào. Chứng kiến anh ấy trên đường đua, chúng ta luôn phải dành cho anh ấy những sự tôn trọng."
Trên trang mạng xã hội Twitter, nhà vô địch F1 năm 2009, cũng là một người Anh, Jenson Button đã viết: "Thật là một tin kinh hoàng. Dan Wheldon, xin hãy yên nghỉ. Tôi có nhiều ký ức đẹp trên đường đua với Dan hồi đầu những năm 1990. Chúng ta không chỉ mất đi một tượng đài trong thể thao, mà còn mất đi một nhân cách lớn." 
Danica Patrick, "nữ hoàng tốc độ" của đường đua IndyCar cũng tri ân qua trang cá nhân Facebook: "Hôm nay là một mất mát đau đớn – tưởng nhớ và cầu chúc cho gia đình của Dan Wheldon." 